# Cembra
Cembra es un municipio italiano de 1.737 habitantes en la provincia de Trento en la región de Trentino-Alto Adigio, ubicada a unos 15 kilómetros al noreste de Trento. El 31 de diciembre de 2004, tenía una población de 1.776 habitantes y un territorio de 17.0 km².
Cembra limita con los siguientes municipios: Salorno, Giovo, Faver, Segonzano, Lona-Lases, Lisignago, y Albiano.

## Variaciones
La circunscripción territorial ha sufrido las siguientes modificaciones: en 1928 agregación del territorio de los municipios suprimidos de Faver y Lisignago; en 1952 segregación de territorios para la reconstitución de los municipios de Faver (Censimento 1951: pop. res. 883) y Lisignago (Censimento 1951: pop. res. 548).

## Evolución demográfica
| Gráfica de evolución demográfica de Cembra entre 1861 y 2001 |
|                                                              |
| Fuente ISTAT - elaboración gráfica de Wikipedia              |